# Новгород-Северская мужская гимназия
Новгород-Северская мужская гимназия — среднее учебное заведение Российской империи в Новгород-Северске.

## История
Новгород-Северское народное училище, как находившееся в уездном городе, подлежало преобразованию в уездное училище. Однако после доклада, посетившего его по пути в Харьков министра народного просвещения П. В. Завадовского, императору Александру I, была получена Высочайшая резолюция об организации в Новгород-Северске мужской гимназии. Открыта она была 29 июня 1808 года. Её директором до своей смерти 5 марта 1825 года (на 80-м году жизни) был Иван Иванович Халанский, назначенный ещё в 1789 году директором народного училища. Из 154 воспитанников училища было выбрано для 1-го класса 29 учеников, а для 2-го класса — 27 человек; остальные были определены в уездное училище. В августе 1808 года начались занятия в бывшем здании Новгород-Северского губернатора, переданном ещё в 1798 году народному училищу. Первоначально в гимназии было 8 преподавателей. К 1810 году гимназия стала, в соответствии с Уставом, четырёхклассной, с количеством учеников 79 человек. В 1811 году состоялся первый выпуск.
Когда в 1821 году в гимназии началось преподавание греческого языка, учебные пособия по этому предмету были получены из Москвы, от купца Зосимы. В 1824 году, на постройку нового, каменного здания гимназии, были получены 1000 рублей от Алексея Алексеевича Перовского.
В августе 1825 года директором гимназии стал И. Ф. Тимковский. При нём в 1826 году в Новгород-Северске московским дворянином Антоном Останкевичем с женой был открыт пансион благородных девиц, который поступил в ведение Новгород-Северской дирекции; в нём преподавали многие учителя гимназии. В январе 1827 года по выбору И. Ф. Тимковского на стипендию, учреждённую Марфой Полуботковой ещё в 1808 году, в гимназии смог продолжить обучение Платон Антонович-Войшин. Осенью 1838 года Тимковского сменил Андрей Тимофеевич Батаровский, при котором в мае 1841 года было начато строительство нового здания гимназии (занятия в новом здании начались осенью 1844 года). При новом директоре в начале 1847 года в старом здании, после переоборудования, были открыты общие ученические квартиры. В 1847 году в гимназии было 2777 учеников. Среди преподавателей в это время выделялись: старший учитель истории Иосиф Антонович Самчевский, который преподавал в гимназии 5 лет и в 1848 году был назначен инспектором гимназии, а в 1858 году был перемещён в Немировскую гимназию; преподаватель логики и российской словесности Фёдор Андреевич Китченко. В 1848 году директором был назначен инспектор 2-й Киевской гимназии Павел Осипович Науменко, при котором в 1849 году гимназический курс был разделён на общий (три низших класса) и специальный (четыре старших класса).
С 1857 года гимназией руководил Леонтий Иванович Кульжинский, с 1861 года — Антон Кириллович Гейслер, а со 2 февраля 1865 года — Павел Фёдорович Фрезе. Затем, в 1871—1881 годах, директором был Владимир Васильевич Порскалов, а в 1881—1885 годах — М. Е. Фирсов.
С 26 марта 1901 года директором был Фёдор Фёдорович Васильев, переведённый из Каменец-Подольской гимназии.

## Выпускники
См. также: Выпускники Черниговской гимназии
1819
- Михаил Максимович

1820
- Гавриил Фененко

1824
- Андрей Заблоцкий-Десятовский

1828
- Платон Антонович

1840
- Константин Ушинский
- Михаил Чалый

1852
- Павел Малюга (золотая медаль)
- Илья Клечановский (серебряная медаль)
- Иван Ермолинский (серебряная медаль)

1853
- Пётр Перемежка (золотая медаль)
- Николай Фененко (серебряная медаль)
- Дмитрий Щеглов (серебряная медаль)

1854
- Андрей Вятковский (золотая медаль)
- Михаил Миклуха (серебряная медаль)

1855
- Фёдор Быковский (золотая медаль)
- Александр Колосовский (серебряная медаль)
- Владимир Порскалов (серебряная медаль)

1856
- Александр Фененко (золотая медаль)
- Александр Цитович (серебряная медаль)
- Иван Пантюхов (с правом на чин XIV кл.)

1857
- Николай Толочинов (золотая медаль)
- Михаил Карпека (серебряная медаль)
- Михаил Воден (серебряная медаль)
- Фёдор Уманец (серебряная медаль)

1858
- Кирилл Пенский (золотая медаль)
- Владимир Фененко (серебряная медаль)

1859
- Иван Полетико (серебряная медаль)

1860
- Иван Рогович (золотая медаль)
- Владимир Сердюков (серебряная медаль)

1861
- Николай Стровинский (золотая медаль)
- Николай Шугуров (серебряная медаль)
- Иван Силич (серебряная медаль)
- Семён Могилевцев

1862
- Алексей Губар (золотая медаль)
- Николай Забугин (серебряная медаль)
- Иван Кондратенко (серебряная медаль)

1863
- Иван Позняк (золотая медаль)
- Генрих Яновский (серебряная медаль)
- Андрей Якимович (серебряная медаль)

1864
- Морозов (золотая медаль)
- Демьян Булах (серебряная медаль)
- Успенский (серебряная медаль)

1865
- Стефан Головач (золотая медаль)
- Митрофан Васюхнов (серебряная медаль)
- Владимир Тимофеев (серебряная медаль)

1867
- Павел Татаринов (золотая медаль)
- Сергей Сребдольский (серебряная медаль)
- Онисим Тарабанько (серебряная медаль)

1883
- Василий Григорович-Барский